# Голинська Галина Яківна
Галина Яківна Голинська (до шлюбу Краснопера; 2 січня 1902, с. Хильчиці — 10 листопада 1976, Едмонтон, Канада) — українська піаністка-акомпаніаторка, диригентка та концертмейстерка. Засновниця українських музичних установ та організаторка музично-театрального життя у Канаді в 40–50-х роках XX століття.

## Життєпис
Народилася 2 січня 1902 у селі с. Підгайчики, нині Золочівського району Львівської області, у родині греко-католицького священника Якова Краснопери.
Закінчила Львівський вищий музичний інститут імені Миколи Лисенка (була ученицею Дарії Старосольської, Василя Барвінського, Романа Любинецького, Станіслава Людкевича).
Після здобуття музичної освіти (1924–1925) працювала асистенткою у Чеслава Заремби та Романа Любинецького, а також була довголітньою асистенткою композитора Ярослава Барнича. Згодом — концертмейстеркою та хормейстеркою у Львівському оперному театрі. Виступала з відомими артистами і співаками.
У 1925 р. одружилася зі співаком Михайлом Голинським. Відразу після весілля подружжя виїхало до Торуня. Під час виступів у Поморській опері була незмінною концертмейстеркою та корепетиторкою чоловіка. Вони разом готували його репертуар, працювали над новими оперними партіями. Пізніше Голинські неодноразово виступали разом у концертах і в Галичині, і на Великій Україні — в містах Одеса, Київ, Харків, куди Михайло Голинський був заангажований у 1927–1931 роках, у період т. зв. «Відродження» та українізації. З наближенням реакції, червоного терору (Галина Голинська була присутня на процесі СВУ, який надзвичайно вразив її жорстокістю і цинізмом радянських партійних діячів), Голинські виїхали з радянської України до Львова, де продовжували виступати на багатьох польських та українських сценах у різноманітних концертах. У мальовничому селі Дора, що на Гуцульщині, Голинські збудували власну віллу «Мирослава», де, за спогадами співака, минули найкращі роки їх життя.
У 1938 році чоловік виїхав у концертне турне до Америки і Канади, а Голинська з дітьми Богданом та Мирославою залишилася в Галичині. З турне чоловік не повернувся, назавжди залишившись у Канаді. А Галина Голинська потрапила у вир воєнного лихоліття, пережила дуже складні і трагічні роки.
У Дорі Голинську застає Друга світова війна. У роки окупації мисткиня працює у Львівському оперному театрі концертмейстеркою та корепетиторкою. З наближенням радянських військ вона з дітьми вирішує емігрувати з Галичини. Вона згадувала про той період так: «У 1944 році я виїхала з Львівським театром до Кракова, а потім на Шльонск до Опельн, де зустрілася з хором Городовенка. Звідсіля доля загнала нас до Ґабльонцу, де ми працювали на фабриці. Кінець війни застав мене в Кемптені, у Тиролі, де я дириґувала хором. Звідсіля нав'язала контакт із чоловіком, що перебував у Канаді. Восени 1947 року я переїхала з обоїми дітьми за океан. На двірці в Монреалі зустріли нас тепло і щиро канадійські українці». Відтоді розпочався новий, канадський, етап її життя.

### В еміграції
Перша праця дириґента в Канаді — це була філія УНО (Українського Національного Об'єднання — Д. Б.) у Виндзорі, куди запросили мене вести хор і вчити в «Рідній Школі». Півтора року провела я тут, заки рішилась переїхати до Торонто. Знов праця диригента в Народному Домі впродовж чотирьох років. За цей час я підготовляла академії, концерти, а також із оркестрою, хором і солістами виставила: «Запорожця за Дунаєм», «Катерину», «Запорізький скарб», «Шаріку», «Вій», «Сільське кохання», — згадує Галина Голинська. Кожної осені хор Народного Дому під керівництвом Голинської брав участь у концертах Всеканадійської Виставки, репрезентуючи українців Канади. На Першому Музичному фестивалі пісні й танку в Торонто в 1952 році хор Народного Дому здобув першу нагороду. 
Галина Голинська співзаснувала Український музичний інститут імені Миколи Лисенка в Торонто. Багато років викладала музику і спів у музичній школі ім. О. Кошиця, для заснування якої доклала багато зусиль у середині 1950-х років. Знову бере участь у підготовці концертів, академій, відзначення річниць, готує вистави «Циганка Аза», «Дай серцю волю», «Лиха іскра», «Гуцулка Ксеня», «Ніч під Івана Купала», «Маруся Богуславка», «Довбуш» та ін. Гармонійна співпраця Галини Голинської з усіма мистецькими колами української громади в Канаді стала запорукою появи численних імпрез, опер, оперет і концертів. Ця співпраця різних мистецьких осередків привела згодом до створення Товариства української опери Канади.
Померла Галина Голинська в Канаді 10 листопада 1976 року. Похована в Торонто, на цвинтарі «Проспект».
Українська діаспора в Канаді високо оцінила мистецьку діяльність Галини Голинської. За визначні музичні досягнення та розбудову хорового мистецтва у 2001 році вона посмертно була відзначена Нагородою з нагоди 100-ліття поселення українців у місті Торонто.

## Родина
- чоловік: Михайло Голинський (з 1925 р.[3]).
- діти: Мирослава Голинська, Богдан Голинський[1].